# Stylidium multiscapum
Stylidium multiscapum är en tvåhjärtbladig växtart som beskrevs av Schwarz. Stylidium multiscapum ingår i släktet Stylidium och familjen Stylidiaceae. Inga underarter finns listade i Catalogue of Life.